# كارلوس كاستيلا
كارلوس كاستيلا (بالإسبانية: Carlos Castilla) هو لاعب كرة قدم أرجنتيني، ولد في 26 ديسمبر 1979 في General José de San Martín Department ‏ في الأرجنتين. لعب مع انيستتوتو وإنديبندينتي وخميناسيا خوخوي وسان مارتين دي سان خوان وفيرو كاريل أويستي ونادي سان لورينزو وهواتشيباتو.

## وصلات خارجية
- كارلوس كاستيلا على موقع قاعدة بيانات كرة القدم.إي يو (الإنجليزية)
- كارلوس كاستيلا على موقع Soccerway.com (الإنجليزية)